# Mysidella americana
Mysidella americana är en kräftdjursart som beskrevs av A. H. Banner 1948. Mysidella americana ingår i släktet Mysidella och familjen Mysidae. Inga underarter finns listade i Catalogue of Life.